# (37546) 1981 ET20
1981 ET20 (asteroide 37546) é um asteroide da cintura principal. Possui uma excentricidade de 0.14313600 e uma inclinação de 8.98705º.
Este asteroide foi descoberto no dia 2 de março de 1981 por Schelte J. Bus em Siding Spring.